# Lagarde-Enval
Lagarde-Enval è un comune francese di 767 abitanti situato nel dipartimento della Corrèze nella regione della Nuova Aquitania.

## Società

### Evoluzione demografica
Abitanti censiti